# اناستازیا متاکزاس
اناستازیا متاکزاس (یونانی: Αναστάσιος Μεταξάς؛ ۲۷ فوریهٔ ۱۸۶۲ – ۲۸ ژانویهٔ ۱۹۳۷) ورزشکار ورزش تیراندازی اهل یونان بود.
وی در مسابقات کشوری و بین‌المللی در مجموع برندهٔ ۱ مدال نقره، ۱ مدال برنز شده‌است.